# Chevrolet Cavalier
Chevrolet Cavalier — переднеприводной автомобиль среднего класса, производившийся с 1981 по 2005 год компанией Chevrolet, подразделением General Motors. Построен на базе J-платформы. Модель пользовалась большим спросом в Соединённых Штатах.

## Первое поколение
Cavalier впервые поступил в продажу в начале 1981 года. На выбор предлагались 2 четырёхцилиндровых нижневальных двигателя и 4 кузова: кабриолет, седан, хетчбэк и универсал. В 1983 году двигатели Cavalier стали инжекторными. В 1985 году автомобиль претерпел фейслифтинг, немного изменивший внешний вид. Также в моторной гамме появился двигатель V6, что довольно необычно для компактных автомобилей.
Cavalier был во многом идентичен Pontiac Sunbird. До официального представления Pontiac в Мексике в 1992 году, на Cavalier, продаваемый там, устанавливались кузовные панели от Sunbird, в отличие от Cavalier, произведённых в США. С 1993 года в Мексике, как и в США, предлагались уже обе марки.

## Второе поколение
В 1988 году Cavalier был модернизирован, получив обновлённый дизайн и модернизированные двигатели. Версии с кузовами кабриолет и хетчбэк были сняты с производства и заменены на купе. Спустя три года модель пережила рестайлинг, причём в этот раз изменения затронули и интерьер.

## Третье поколение
Выпуск третьего поколения начался в 1995 году. Автомобиль получил новый аэродинамический дизайн в стиле Chevrolet Camaro четвёртого поколения. Модель оснащалась четырёхцилиндровыми двигателями объёмом 2,2—2,4 литра и предлагалась в кузовах купе, седан и кабриолет. Внешний вид обновлялся дважды: в 2000 и 2003 годах. В Японии третье поколение продавалось под маркой Toyota Cavalier.

## Продажи в США
| Календарный год | Продажи в США |
| --------------- | ------------- |
| 1982            | 58 904        |
| 1983            | 268 587       |
| 1984            | 462 611       |
| 1985            | 383 752       |
| 1986            | 432 101       |
| 1987            | 346 254       |
| 1988            | 322 939       |
| 1989            | 376 626       |
| 1990            | 310 501       |
| 1991            | 326 847       |
| 1992            | 225 633       |
| 1993            | 251 590       |
| 1994            | 254 426       |
| 1995            | 151 669       |
| 1996            | 261 686       |
| 1997            | 315 136       |
| 1998            | 238 861       |

## Галерея

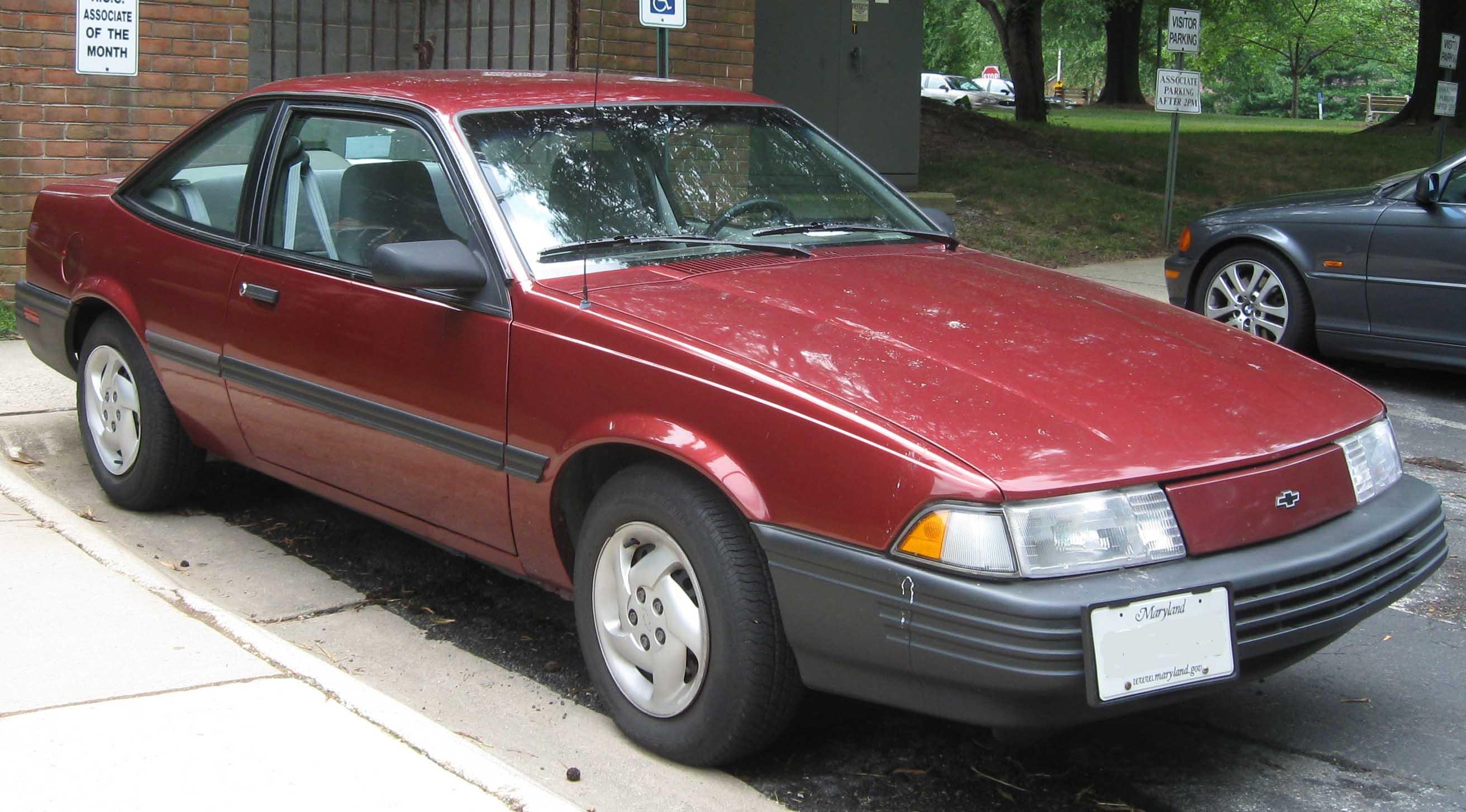
1991-1994 Cavalier coupe
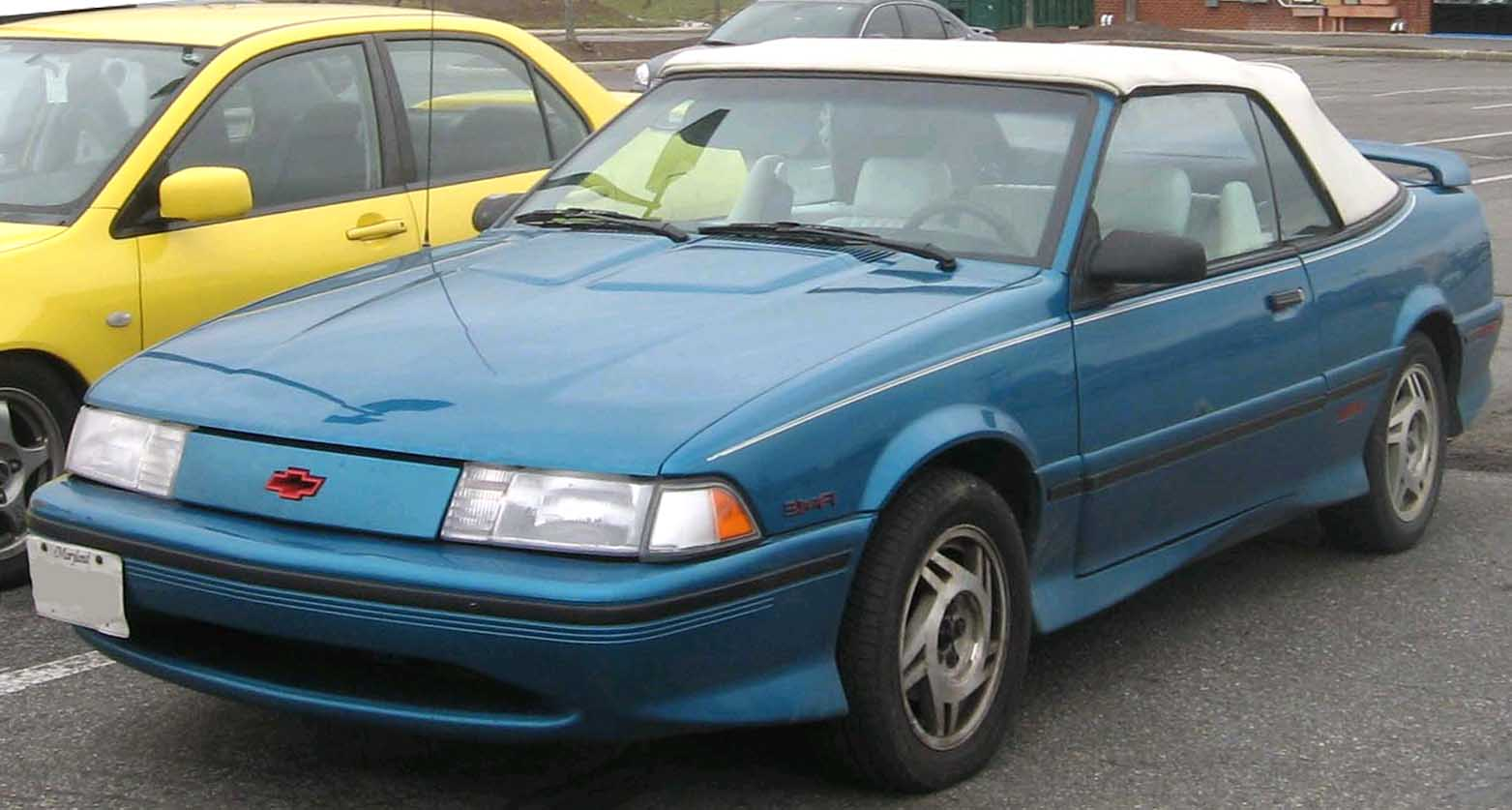
1991-1994 Cavalier Z24 convertible
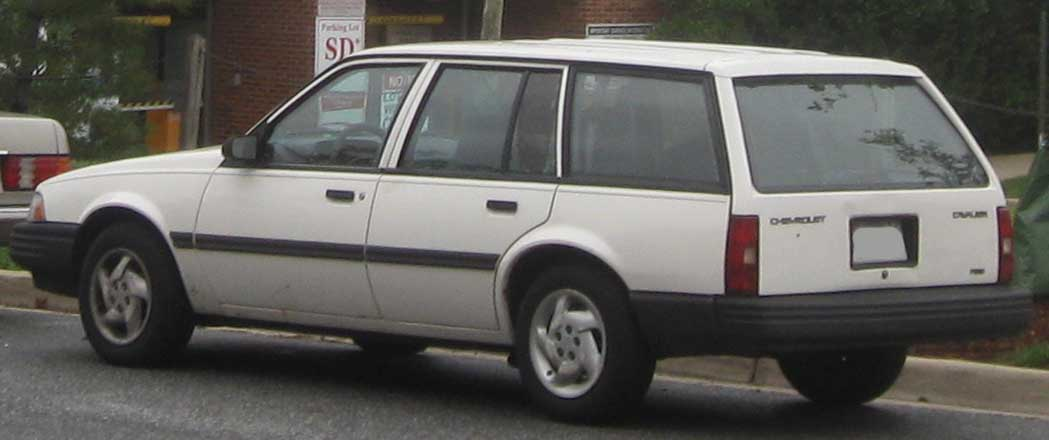
1991-1994 Cavalier wagon
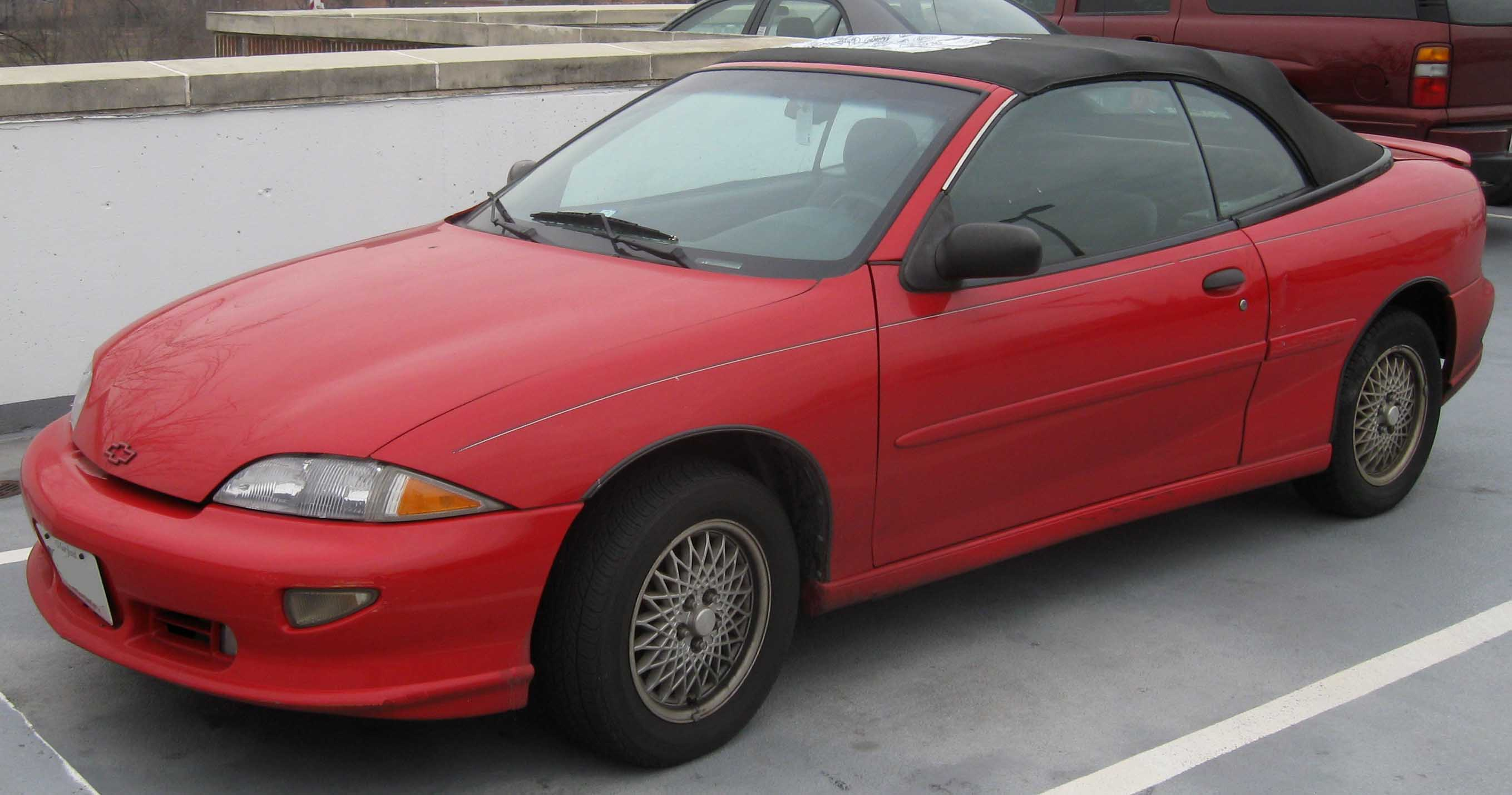
1995-1999 Chevrolet Cavalier convertible
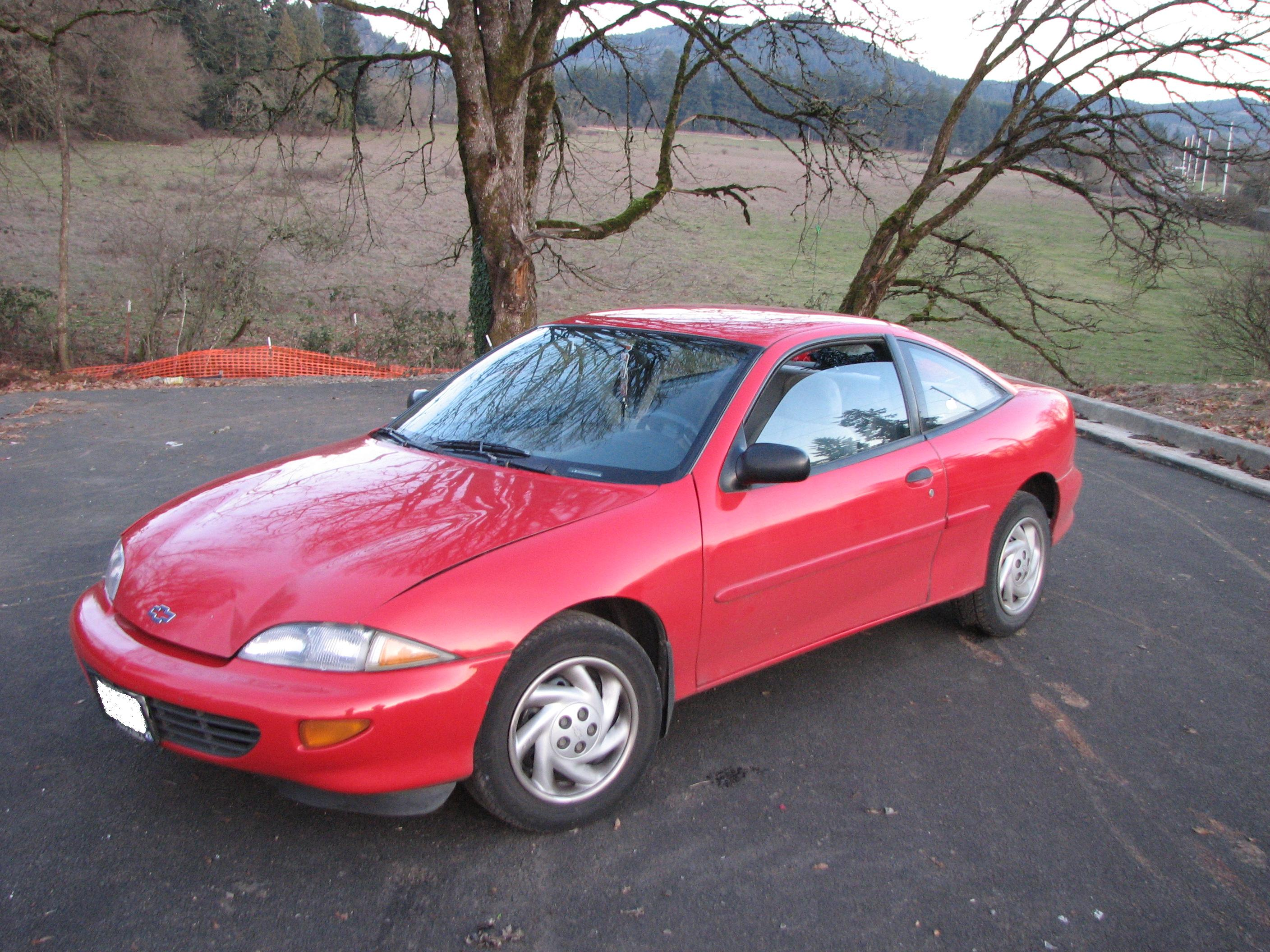
1995-1999 Chevrolet Cavalier coupe
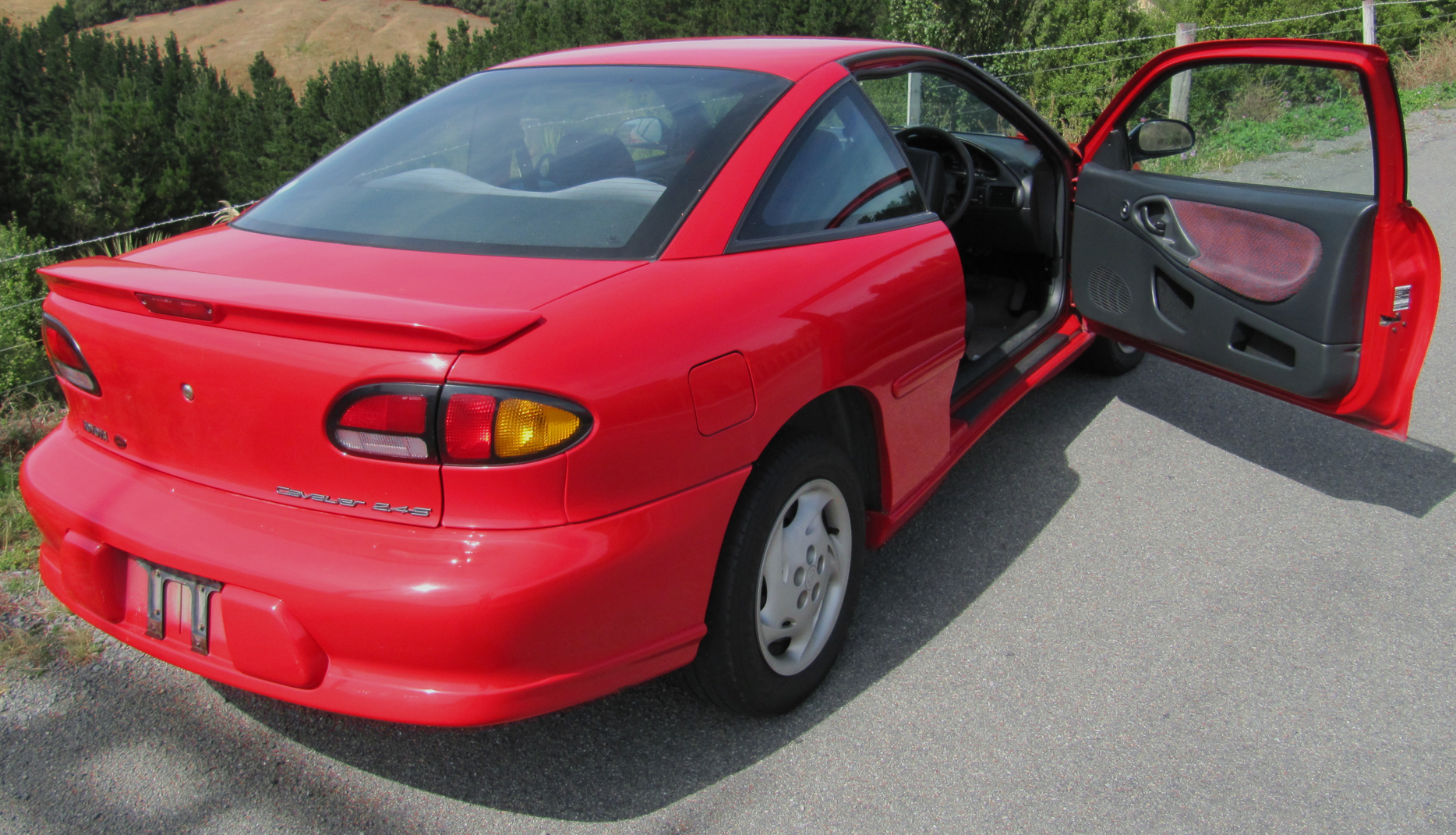
1996-2000 Chevrolet Cavalier coupe
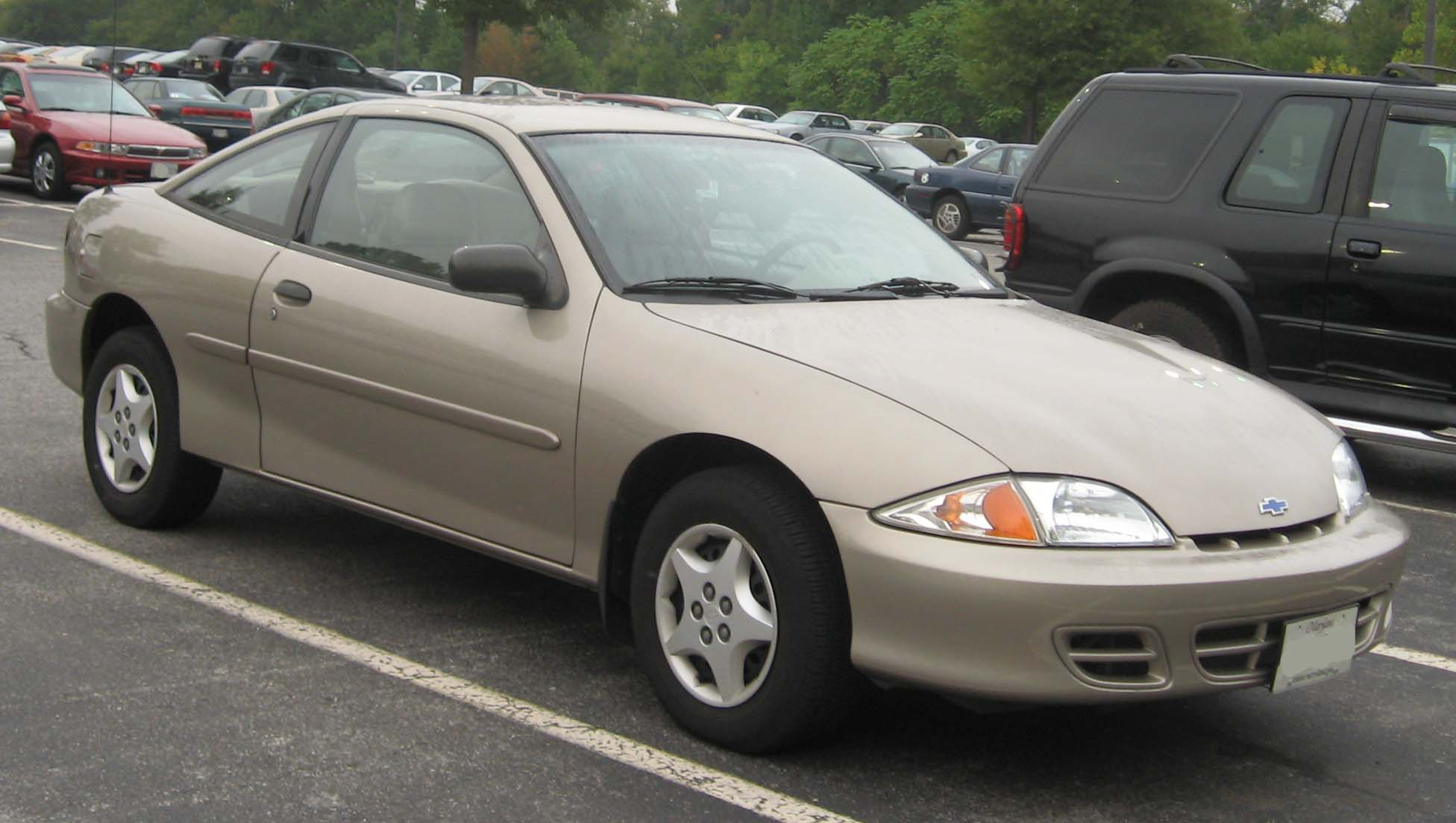
2000-2002 Chevrolet Cavalier coupe
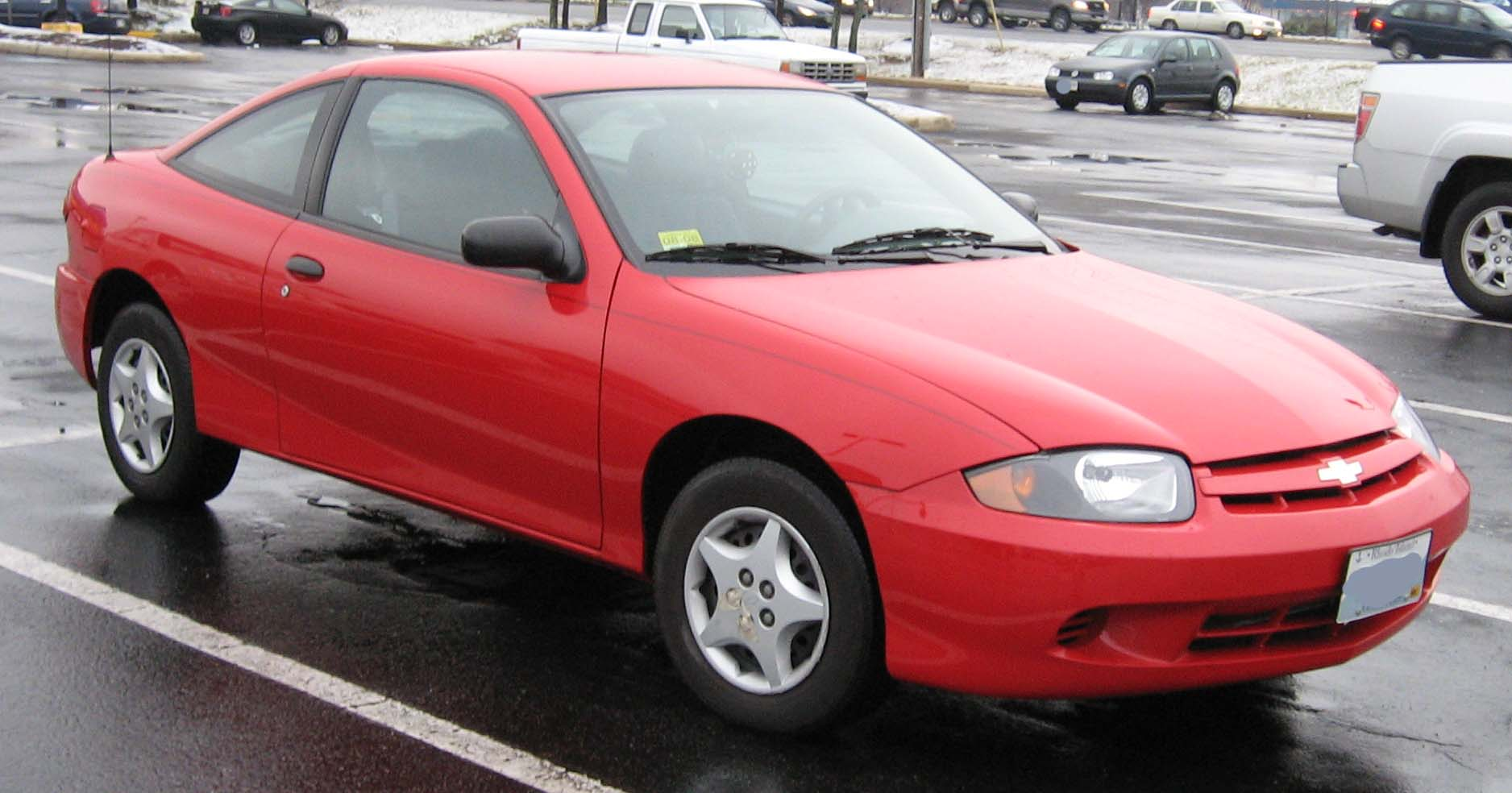
2003-2005 Chevrolet Cavalier coupe